# Daiki Iwamasa
Daiki Iwamasa (en japonés: 岩政 大樹 (Iwamasa Daiki); Suō-Ōshima, Yamaguchi, Prefectura de Yamaguchi, Japón, 30 de enero de 1982) es un exjugador y actual entrenador de fútbol japonés. En su etapa como jugador profesional se desempeñaba como defensa. Actualmente es entrenador del Hokkaido Consadole Sapporo de la J2 League.

## Selección nacional
Fue internacional con la selección de fútbol de Japón en 8 ocasiones.

### Participaciones en Copas del Mundo
| Mundial                        | Sede      | Resultado        | Partidos | Goles |
| ------------------------------ | --------- | ---------------- | -------- | ----- |
| Copa Mundial de Fútbol de 2010 | Sudáfrica | Octavos de final | 0        | 0     |

### Participaciones en Copas Asiáticas
| Copa               | Sede  | Resultado | Partidos | Goles |
| ------------------ | ----- | --------- | -------- | ----- |
| Copa Asiática 2011 | Catar | Campeón   | 4        | 0     |

## Equipos

### Como jugador
| Equipo          | País      | Año       |
| --------------- | --------- | --------- |
| Kashima Antlers | Japón     | 2004-2013 |
| BEC Tero Sasana | Tailandia | 2014      |
| Fagiano Okayama | Japón     | 2015-2016 |
| Tokyo United    | Japón     | 2017-2018 |

### Como entrenador
| Equipo                      | País    | Año       |
| --------------------------- | ------- | --------- |
| Jobu University SC          | Japón   | 2021-2022 |
| Kashima Antlers (interino)  | Japón   | 2022      |
| Kashima Antlers (asistente) | Japón   | 2022      |
| Kashima Antlers             | Japón   | 2022-2024 |
| Hanoi FC                    | Vietnam | 2024      |
| Hokkaido Consadole Sapporo  | Japón   | 2025-     |

## Palmarés

### Campeonatos nacionales
| Título                       | Equipo          | País      | Año  |
| ---------------------------- | --------------- | --------- | ---- |
| J1 League                    | Kashima Antlers | Japón     | 2007 |
| Copa del Emperador           | Kashima Antlers | Japón     | 2007 |
| J1 League                    | Kashima Antlers | Japón     | 2008 |
| J1 League                    | Kashima Antlers | Japón     | 2009 |
| Supercopa de Japón           | Kashima Antlers | Japón     | 2009 |
| Copa del Emperador           | Kashima Antlers | Japón     | 2010 |
| Supercopa de Japón           | Kashima Antlers | Japón     | 2010 |
| Copa J. League               | Kashima Antlers | Japón     | 2011 |
| Copa J. League               | Kashima Antlers | Japón     | 2012 |
| Copa de la Liga de Tailandia | BEC Tero Sasana | Tailandia | 2014 |

### Copas internacionales
| Título           | Equipo              | Sede                  | Año  |
| ---------------- | ------------------- | --------------------- | ---- |
| Universiada      | Japón universitario | Daegu (Corea del Sur) | 2003 |
| Copa Asiática    | Japón               | Catar                 | 2011 |
| Copa Suruga Bank | Kashima Antlers     | Kashima (Japón)       | 2012 |
| Copa Suruga Bank | Kashima Antlers     | Kashima (Japón)       | 2013 |

### Distinciones individuales
| Distinción                           | Año  |
| ------------------------------------ | ---- |
| Parte del once ideal de la J. League | 2007 |
| Parte del once ideal de la J. League | 2008 |
| Parte del once ideal de la J. League | 2009 |